# 森田のバトルフィールド
『森田のバトルフィールド』（もりたのバトルフィールド）は、PC-8801用のゲーム。1983年発売。エニックスのゲームコンテストで最優秀プログラム賞を受賞した。作者は森田和郎であり、『森田将棋』よりも前の作品である。

## ゲームの概要
対戦モードが選択でき、コンピュータ対人間および人間対人間のほか、コンピュータ同士のデモンストレーションモードもある。
41×41マスの碁盤状になったスクエアが、「本営・都市・道路・平地・森・空港・山・湖」の地域で構成され、いくつかの区域に分割されている。スタート時には、マップ下部に赤色軍、マップ上部に青色軍が配置され、各軍には、兵力を10とした戦闘機・爆撃機・戦車・歩兵が１部隊ずつ生産されている。
移動や戦闘は、各軍のターン制となっており、各部隊は地形や移動力に応じて縦・横・斜めに移動できる。敵部隊に隣接した場合に戦闘を選択でき、戦闘によって、部隊や地域の特性に応じ兵力が減少する。兵力が0になるとその部隊はなくなる。
ターン毎に配分される生産力で、本土に各部隊を生産したり、空港や都市などにある各部隊の兵力を回復させたり補給ができる。マップ中段の左右にある山間部を除いて各区域に１つずつある都市を歩兵で占領することで、生産力を増やすことができる。
おおよそ自軍の戦闘機で敵軍の爆撃機を、爆撃機で戦車を、戦車で歩兵を倒しながら、自軍の歩兵を敵軍の本営まで進めて占領すると勝利する。
| 部隊     | 部隊     | 歩兵 | 戦車 | 戦闘機 | 爆撃機 |
| -------- | -------- | ---- | ---- | ------ | ------ |
| 防御力   | 防御力   | 50   | 100  | 50     | 50     |
| 攻撃     | 対歩兵   | 30   | 60   | 30     | 100    |
| 攻撃     | 対戦車   | 20   | 60   | 30     | 150    |
| 攻撃     | 対戦闘機 | 20   | 10   | 30     | 5      |
| 攻撃     | 対爆撃機 | 20   | 10   | 40     | 5      |
| 移動力   | 移動力   | 5    | 7    | 10     | 12     |
| 生産価格 | 生産価格 | 3000 | 5000 | 7000   | 10000  |

## 関連
8BITTERS-森田のバトルフィールド